# Lauréat Lapierre
Lauréat Lapierre (11 décembre 1882 à Saint-Jean-Chrysostome - 1er mai 1948 à Québec) est un homme politique québécois. Il a été ministre sans portefeuille dans le cabinet Taschereau de 1924 à 1934 et député de la circonscription de Mégantic pour le Parti libéral de 1916 à 1934.